# Rhynchospora tenuifolia
Rhynchospora tenuifolia är en halvgräsart som beskrevs av August Heinrich Rudolf Grisebach. Rhynchospora tenuifolia ingår i släktet småag, och familjen halvgräs. Inga underarter finns listade i Catalogue of Life.